# Layetano Challenger 1981
Il Layetano Challenger 1981 è stato un torneo di tennis facente parte della categoria ATP Challenger Series nell'ambito dell'ATP Challenger Series 1981. Il torneo si è giocato a Barcellona in Spagna dal 21 al 28 settembre 1981 su campi in terra rossa.

## Vincitori

### Singolare
Jose Garcia ha battuto in finale  Mark Dickson con il punteggio di 6–1, 6–7, 7–5

### Doppio
Gonzalo Nunez /  Hugo Nunez hanno battuto in finale  Rory Chappell /  John Van Nostrand con il punteggio di 6–4, 7–5